# Northern Rail
| Northern Rail                                        | Northern Rail                   |
| ---------------------------------------------------- | ------------------------------- |
| Logo Northern Rail · BR-Klasse 142 von Northern Rail |                                 |
| Firma                                                | Northern Rail Limited           |
| Konzession und Dauer                                 | 12. Dezember 2004–31. März 2016 |
| Hauptstrecke                                         |                                 |
| Nebenstrecke                                         |                                 |
| Flotte                                               |                                 |
| Muttergesellschaften                                 | Abellio & Serco                 |
| Website                                              | northernrail.org                |

Northern Rail, kurz Northern, war eine britische Eisenbahngesellschaft, die zahlreiche Regionalverkehrsdienste in Nordengland anbot. Sie war ein Joint Venture von Abellio und der Serco Group. Nach Ablauf der Franchise verlor Northern Rail die Ausschreibung und wurde so zum 1. April 2016 durch Northern, eine Tochtergesellschaft von DB Arriva abgelöst.

## Rollmaterial
Northern betrieb im Jahr 2015 etwa 313 geleaste Regionalzüge unterschiedlicher Typen. Darunter befanden sich Dieseltriebwagen der Baureihen 142, 144, 150, 153, 155, 156 und 158/159 und Elektrotriebwagen der Baureihen 319, 321, 322, 323 und als damals neueste Generation die  Baureihe 333.

## Streckennetz
Northern Rail betrieb ein dichtes Netz zahlreicher Regionalverbindungen in Nordengland, die von Carlisle und Newcastle upon Tyne im Norden bis Stoke-on-Trent und Nottingham im Süden reichten und mehrere hundert kleinere Bahnhöfe an die großen Städte Liverpool, Manchester, Leeds, Bradford, Sheffield und Doncaster anbanden.
In diesem Netzwerk befand sich auch die Strecke der ehemaligen Stockton and Darlington Railway.